# Kantatie 69
La Kantatie 69 (in svedese Stamväg 69) è una strada principale finlandese. Ha inizio a Äänekoski e si dirige verso est, dove si conclude dopo 88 km nei pressi di Suonenjoki.

## Percorso
La Kantatie 69 attraversa i comuni di Laukaa, Konnevesi e Rautalampi.